# Rachid Mekhloufi
Rachid Mekhloufi (àrab: رشيد مخلوفي)  (Sitifis, 12 d'agost de 1936 - Courbevoie, 8 de novembre de 2024) va ser un futbolista professional algerià que va jugar, principalment, a les files de l'AS Saint-Etienne. Ocupava la posició de davanter. Va ser internacional amb la selecció francesa i amb l'algeriana, a més de participar en la gira de la selecció del Front Nacional d'Alliberament d'Algèria.

## Trajectòria
Va començar a jugar al futbol amb l'equip de la seua població natal, la Union Sportive Franco-Musulmane de Sétif. Als divuit anys va ser reclutat per l'AS Saint-Etienne.
El jugador nord-africà va arribar a la Métropole, el 4 d'agost de 1954. Jean Snella, el llavors entrenador dels verds, en va tenir prou en trenta minuts per ratificar el fitxatge del jugador. Des d'aquell moment la història de l'equip francès va canviar radicalment, així esdevindria l'equip dominant a França fins a la dècada dels vuitanta, amb deu títols de la Ligue 1. El primer dels quals va arribar la temporada 1956/57, en què Rachid va tenir un paper fonamental marcant vint-i-cinc gols.
El 1956, però, el jugador francès va ser cridat a files per l'exèrcit francès. Malgrat que en ser futbolista el jugador va disposar de diversos privilegis, com ser seleccionat per la selecció militar francesa que va participar en la Copa del món militar de l'argentina, el 1957, on va guanyar el títol. Poc després el jugador debutaria amb la selecció absoluta francesa.
Mekhloufi va ser el primer golejador de l'equip francès en una competició de la Copa d'Europa, va ser el 4 de setembre de 1957 a Ibrox Park contra el Glasgow Rangers. El Saint-Etienne va perdre 3-1.
Quan s'aproximava la Copa del Món de 1954, l'abril del 1958, el jugador es va escapar de França a través de Suïssa. Juntament amb altres futbolistes van decidir respondre afirmativament a la crida de l'FLN per crear una selecció de futbol algeriana que visualitzés la lluita per la independència del país nord-africà. D'aquesta manera, entre el 1958 i el 1962 Mekhloufi esdevindria un dels jugadors per la revolució.
Després dels Acords d'Évian i amb la recent independència d'Algèria, el jugador va decidir tornar a Europa. El seu viatge, però, no va ser directe a França, era massa perillós pels recents esdeveniments polítics, així que el jugador recalà al Servette FC suís l'any 1962. Un anys després tornaria al seu equip, el Saint-Etienne. El primer partit, el 9 de desembre de 1962, no va ser gens fàcil perquè planava sobre el jugador l'amenaça de grups radicals com l'Organització de l'Exèrcit Secret (OAS), malgrat la tensió i els pamflets contra el jugador que es van repartir abans del partit, l'algerià va marcar dos gols. El jugador va continuar a l'equip durant sis exitoses temporades més. El seu comiat com a jugador vert va ser en la final de Copa del 1968, on anotà el penal decisiu que va haver de llançar dues vegades.
El 1968 va fitxar per l'equip illenc de l'SC Bastia, qui li va donar el rol d'entrenador-jugador per aconseguir l'ascens ràpidament. Aquesta va ser la seua última aventura com a jugador professional.

## Palmarès

### Jugador
- Campió del món militar el 1957 a Buenos Aires
- Campió de la Ligue 1 el 1957, 1964, 1967 i el 1968 amb el Saint-Étienne
- Campió de la Copa de França el 1968 amb el Saint-Étienne
- Campió de la Ligue 2 el 1963 amb el Saint-Étienne
- Campió de la Supercopa francesa de futbol el 1967 amb el Saint-Étienne
- Campió de la Copa Charles Drago el 1958 amb el Saint-Étienne

### Entrenador
- Medalla d'or dels Jocs del Mediterrani de 1975 a Alger amb Algèria
- Medalla d'or dels Jocs Panafricans de 1978 a Alger amb Algèria